# Иоанн Кормянский
Иоа́нн Кормя́нский (по паспорту Иван Иванович Гашкевич; 20 октября 1837, Стрешин, Могилёвская губерния — 1917, Огородня Гомельская, Гомельский уезд) — священник Русской православной церкви.
В 1998 году Синодом Белорусской православной церкви причислен к лику святых как праведный для местного почитания; 30 ноября 2017 года Архиерейский собор Русской православной церкви принял решение об общецерковном прославлении отца Иоанна Кормянского.

## Биография
Происходит из священнического рода Гошкевичей (в русском и украинском варианте написания) — Гашкевичей (в белорусском варианте написания).
Родился в ночь на 7 октября (ст.ст.) (20 октября н.ст.) 1837 года в семье священника Иоанна Иоанновича Гашкевича, рукоположённого архиепископом Даниилом к Свято-Покровской церкви (построена в 1807) в деревне Стрешин в 1836 году, духовника Рогачевского благочиния. Мать Мария Иосифова. Братья Лев и Николай Гашкевичи, обучались в Могилёвской духовной семинарии. Сестра Анна. С ранних лет Иоанн вместе с братьями помогал отцу в храме.
Учился в церковно-приходской школе, поступил в Могилёвское духовное училище, успешно учился, а затем продолжил учёбу в Могилёвской духовной семинарии, где учились братья, а впоследствии и сыновья Иоанна. В 1859 году, по окончании семинарии, Иоанн Гашкевич преподавал сам в церковно-приходской школе]деревни Огородня Гомельской области.
В 1862 году Иоанн Гашкевич венчался с дочерью протоиерея Огородненской церкви Марией Трусевич. В феврале 1862 года рукоположён во иереи к церкви Рождества Богородицы в деревне Шерстин Рогачёвского уезда.
У Гашкевичей родились четверо детей: трое сыновей — Михаил, Игнатий, Симеон (Михаил и Симеон стали священниками, Игнатий — псаломщиком) и дочь Татьяна (впоследствии — учительница церковно-приходской школы).
По прошению в 1876 году Иоанн перемещён к Огородненской Никольской церкви. Проходил должность духовного следователя в течение трёх лет с 1893 года.
Состоял членом благочиннического совета в течение 12 лет.
В Корме первая деревянная церковь в честь Покрова Пресвятой Богородицы была сооружена на средства прихожан в 1760 году при въезде в город. К 1900 году она обветшала. Бывший в то время духовником 3-го Гомельского округа протоиерей Иоанн посоветовал настоятелю провести три дня в молитве и посте, чтобы Господь указал место нового храма. Прихожане и настоятель отец Петр поступили по совету прозорливого старца: в центре деревни, на бугорке, вечером сами собой загорались свечи, там и решили строить храм. Протоиерей Иоанн Гашкевич осуществил закладку, а затем и освящение храма — в 1907 году — в сослужении с местным священником Николаем Страдомским.
По прошению протоиерей уволен за штат в 1912 году.
В 1876 году был награждён набедренником, в 1889 году — скуфьёй, в 1896 году — камилавкой и золотым наперсным крестом, в 1906 году — орденом Святой Анны 3-й степени, в 1907 году — возведён в сан протоиерея, в 1912 году — награждён орденом Святого Владимира 4-й степени.
Скончался в деревне Огородня в сентябре или октябре 1917 года и был похоронен в местной церкви, по правой стороне от алтаря. Незадолго до смерти отец Иоанн предсказал: «Будут прыгать на мне, да гроб будет сильной». Так и произошло — в конце 1950-х годов храм сожгли, а вместе с руины надгробиями сгребли и вывезли. На месте церкви устроили футбольное поле и танцевальную площадку.

## Канонизация
В 1991 году настоятель кормянского православного прихода отец Стефан (Нещерет) решил разыскать место захоронения священника. Расчищая фундамент алтарной части бывшего храма, он обнаружил могилы двух священников: нетленные мощи протоиерея Иоанна и его сына Михаила. Настоятель храма иеромонах Стефан (Нещерет) перенёс их под спуд возле алтаря Покровской церкви.
Обретение честных мощей протоиерея Иоанна состоялось 9 сентября (н. ст.) 1997 года. Мощи были поставлены на поклонение в храме с левой стороны алтаря.
31 мая 1998 года состоялась канонизация Иоанна Кормянского в лике праведного как местночтимого святого Белорусской православной церкви, канонизацию возглавил патриарший экзарх всея Беларуси митрополит Минский и Слуцкий Филарет (Вахромеев).

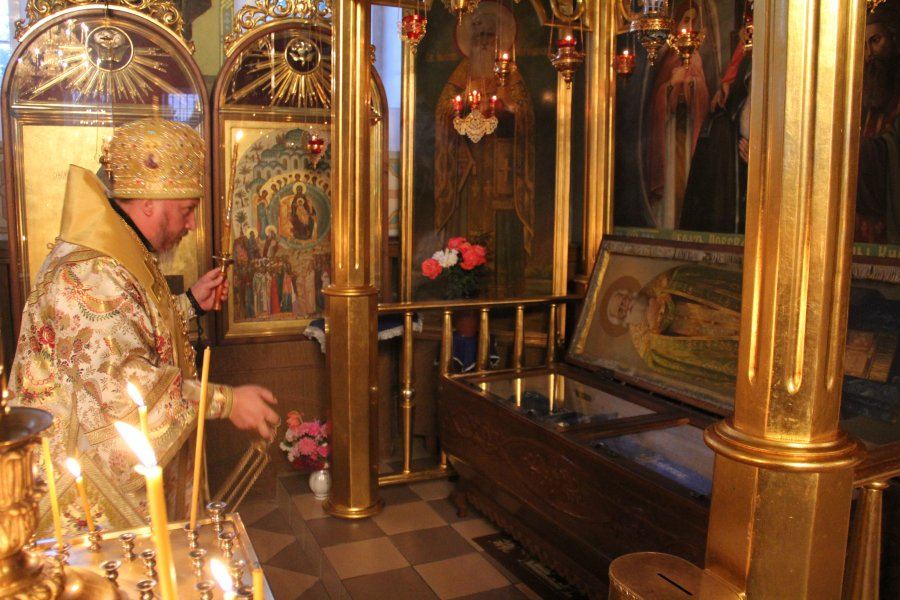
Всенощное бдение в Свято-Покровском храме Свято-Иоанно-Кормянского женского монастыря. Епископ Стефан возле раки с мощами праведного

8 августа 2000 года определением Синода Белорусской православной церкви решено учредить при Свято-Покровском приходе женский монастырь в честь святого праведного Иоанна Кормянского и именовать его Свято-Иоанновским женским монастырём.
30 ноября 2017 года Архиерейский собор Русской православной церкви принял решение об общецерковном прославлении отца Иоанна Кормянского.

## Семья
Жена — Мария Филипповна Трусевичу, дочь настоятеля церкви в Огородни Гомельской. Сыновья — Михаил, Игнатий, Симеон, Платон и Иоанн, дочери — Татьяна и Анна.

## Прочие сведения
Старший сын Иоанна Кормянского, протоиерей Михаил Гашкевич был депутатом Государственной думы Российской империи II созыва от Могилёвской губернии, членом фракции кадетов.